# Альберс-Рахмедова, Сауле Лазаревна
Сауле Лазаревна Альберс-Рахмедова (каз. Сауле Лазарьқызы Рахмедова; род. 11 июля 1969, Актюбинск) — советская и казахстанская артистка балета. Солистка (1987—1989), прима-балерина (с 2008), педагог-репетитор (с 2012) Казахского государственного академического театра оперы и балета имени Абая. Заслуженный деятель Казахстана (2006).

## Биография
Отец — Лазарь Ескалиевич Рахмедов, покойный. Мать — Жибек Минажовна Рахмедова, пенсионерка, врач-терапевт.
В 1987 году окончила хореографический факультет Алма-Атинское хореографическое училище по классу народной артистки Казахской ССР Сары Кошербаевой, в 1999 году Институт языка им. Гёте.
С 1987 по 1989 год — солистка Казахского государственного академического театра оперы и балета имени Абая.
С 1989 по 1996 год — ведущая солистка Московского национального театра балета под руководством заслуженного артиста России С. Радченко.
С 1997 по 1998 год — ведущая солистка в «Southern Ballet of Orlando» (США).
С 1998 по 2008 год — ведущая солистка в «New-Jersey Ballet Company» (CША).
С 2008 по 2016 год — прима-балерина Казахского государственного академического театра оперы и балета имени Абая.

## Репертуар

### Казахский театр оперы и балета имени Абая
- Одетта—Одиллия, «Лебединое озеро» П. Чайковского
- Джульетта, «Ромео и Джульетта» Сергей Прокофьев
- Аврора, фея Сирени, «Спящая красавица» П. Чайковского
- Маша, «Щелкунчик» П. Чайковского
- Кармен, «Кармен» П. Мериме
- Жизель, Мирта, «Жизель» А. Адан
- Эсмеральда, «Эсмеральда» Цезарем Пуни
- Балерина, «Красная Жизель» П.Чайковский, А.Шнитке, Дж.Бизе
- Золушка, «Золушка» С.Прокофьев
- Анна Каренина, «Анна Каренина» Р. Щедрина
- Сарыкыз, «Тлеп и Сарықыз» Е. Серкебаев
- Зобейда, «Шахерезада» М. Фокин
- Кармен, «Кармен Сюита» Ж.Бизе
- Медора, «Корсар» А. Адан
- Никия, «Баядерка» Л. Минкус и др.

## Награды и звания
- 2006 — Қазақстанның еңбек сіңірген қайраткері (Заслуженный деятель Казахстана) — за большие заслуги в развитии казахского хореографического искусства.
- 2009 — Действительный член (Академик) Международной академии информатизации[2].
- 2013 — Орден Курмет (Почёта) — за большой вклад в развитие отечественной культуры и искусства, многолетнюю плодотворную деятельность. Награда вручена в Акорде из рук президента РК[3][4].